# 알렉산드라 스탄
알렉산드라 스탄(Alexandra Stan, 1989년 6월 10일 ~ )은 루마니아의 가수이다.

## 삶
콘스탄차에서 태어나 자랐다. 경영, 루마니아 법, 국제 관계학을 공부했다.
2009년 첫 싱글 'Lollipop'을 출시했다.
2011년에 나온 두 번째 싱글 'Mr. Saxobeat' 영국, 프랑스, 독일, 이탈리아, 브라질, 칠레, 아르헨티나, 미국, 러시아 등 전 세계에서 큰 인기를 몰았다.